# 김성균 (1908년)
김성균(金聲均, 1908년 ~ 1983년)은 일제강점기에 검열관을 지낸 대한민국의 역사학자이다. 호는 취정(翠汀)이다.

## 생애
본관은 상산이며 출신지는 경기도와 본적지인 충청북도의 두 가지로 전한다. 1929년에 경성제일고등보통학교를 졸업하고 1931년 경성제국대학 예과를 거친 뒤 1934년에는 경성제대 법문학부 사학과를 졸업했다.
경성제대 졸업 직후에 조선총독부 경무국 도서과에 임용되어 도서 검열 업무를 맡았고, 조선영화개발협회의 참사를 겸해 영화 검열에도 참여했다. 일제 강점기 말기에는 영화인기능심사위원회의 간사로 활동했다.
조선총독부 경무국 도서과에서 촉탁 및 속으로 근무하던 시기 일제의 영화통제정책을 적극 옹호하는 여러 편의 글을 발표했다.
태평양 전쟁 종전 후 미군정에 의해 경찰 분야 전문가로 발탁되어 과도정부 경무부에서 경찰공보실 부실장 겸 수도경찰학교 교장이 되었다. 1953년부터 동국대학교와 덕성여자대학교 강사를 거쳐서 1954년에는 국학대학 사학과 교수가 되었고, 1955년부터는 편수관 3급으로 국사편찬위원회 사무국 편찬과장을 겸했다.
이후 경희대학교 사학과 교수로 근무하면서 국사편찬위원회에서 활동을 계속하여 1965년에는 당시까지 문교부 장관이 겸직하던 국사편찬위원회 위원장에 올랐다.  1972년에 정년퇴임하였고 1973년에는 중화민국의 중화학술원에서 명예문학박사 학위를 받았다.
김성균은 한국사학회 회장도 겸임하는 등 대한민국의 한국사 부문에서 큰 영향력을 행사했다. 주요 저서로 《국사강좌》, 《세계문화사》, 《민족의 길》, 《한국사입문》, 《한국최근100년사》 등이 있다.

## 사후
총독부 검열관 출신으로 대한민국 국사편찬위원회 위원장을 지낸 경력으로 인해, "언론·출판물을 제멋대로 가위질했던 검열관 출신 경찰이던 김성균은 특이하게 해방 후 국사편찬위원장을 맡기도 했다."고 보도되는 등 사후에 친일 전력 논란에 휘말렸다.
2009년 민족문제연구소가 편찬한 친일인명사전 초판 (1권 419페이지) 에 포함되었다.

## 같이 보기
- 국사편찬위원회

## 참고자료
- 김성균(金聲均) - 한국학중앙연구원
- 김성균(金聲均) - 국사편찬위원회
- 친일인명사전편찬위원회, [친일인명사전 1],2009, 민족문제연구소, p. 419-420